# Bernardo de Sicart Escoda
Bernardo de Sicart Escoda (Barcelona, 8 de octubre de 1957) es un diplomático español. Es embajador de España en Indonesia (desde 2025).

## Carrera diplomática
Tras licenciarse en Derecho, ingresó en la carrera diplomática (1985). Sus primeros destinos diplomáticos, le llevaron hasta Guinea Ecuatorial, Argelia, ante la Unión Europea y México, donde trabajó en las representaciones diplomáticas españolas acreditadas allí.  
De regreso a España, fue nombrado subdirector general de Relaciones Económicas Multilaterales y embajador en Misión Especial.  
En 1992 fue nombrado subdirector de Relaciones Externas del Comité Organizador de los Juegos Olímpicos de Barcelona 92, y posteriormente asesoró a los Gabinetes de la Secretaría de Estado para la Unión Europea y de la Secretaría de Estado para Iberoamérica; y fue vocal asesor del Ministro del Interior; y de los Vicepresidentes primero y segundo del Gobierno (2000-2004).
Tras pasar por la Representación Permanente de España ante la Unión Europea, fue nombrado Cónsul General de España en Lima. De regreso a España, estuvo al frente de la dirección del Departamento de Protocolo de Presidencia del Gobierno (febrero 2012).
Ha sido Embajador de España en Suiza y el Principado de Liechtenstein (2014-2017); y en el Gran Ducado de Luxemburgo (2018-2022).